# کسوکه کیتاجیما
کسوکه کیتاجیما ورزشکار مرد رشتهٔ شنا اهل کشور ژاپن است. وی در بین سال‌های ‎۲۰۰۴ تا ۲۰۱۲ میلادی در مسابقات بازی‌های المپیک تابستانی در مجموع ۷ مدال، شامل ۴ مدال طلا و ۱ نقره و ۲ برنز را کسب کرد.